# Altham
Altham is een civil parish in het bestuurlijke gebied Hyndburn, in het Engelse graafschap Lancashire met 1137 inwoners.